# Голубой гигант
Голубо́й гига́нт — звезда спектрального класса O или B. Голубые гиганты — молодые горячие массивные звёзды, которые на диаграмме Герцшпрунга — Рассела размещаются в области главной последовательности. Массы голубых гигантов достигают 10—20 масс Солнца, а светимость в тысячи и десятки тысяч раз превышает солнечную.
Вследствие высокой светимости голубые гиганты очень быстро расходуют своё термоядерное топливо, поэтому время их существования невелико. Продолжительность пребывания звезды на стадии главной последовательности обратно пропорциональна 2-3 степени её массы, таким образом для голубых гигантов это время составляет порядка 10 млн лет.